# Pałac Girarda de Vaugirard
Pałac Girard de Vaugirard – wzniesiony w XV wieku. Od 2016 roku posiada status monument historique, w kategorii classé (zabytek o znaczeniu krajowym).

## Lokalizacja
Pałac zlokalizowany jest przy 7 rue Saint-Pierre i 6 rue des Clercs w miejscowości Montbrison, w departamencie Loara, w regionie Owernia-Rodan-Alpy.

## Historia
Pałac został zbudowany jako rezydencja Girarda de Vaugirard. Składał się z dwóch budynków, jednego zwróconego w stronę rue Saint-Pierre, a drugiego przy rue des Clercs. 
Obecny budynek składa się z dwóch rezydencji. Jedna była rodziny Girarda de Vaugirard a druga Tournonów. W 1593 zmarł  kupiec Jacques Girard Starszy (około 1535-1593), wg spisu majątku który pozostawił wymienione są zabudowania tłoczni wina przy rue Saint-Pierre (dwa duże przęsła w ostrołukowych łukach, z listwami jaskiniowymi ze wspólnymi ościeżami z końca XIV). Spadkobiercą był Jacques Girard Młodszy (około 1560-1610), również kupiec. Po nobilitacji w 1609 roku, zapoczątkował przebudowę „starych murów” swojego ojca w prywatną rezydencję. Zachowało się wiele pozostałości z tego okresu: formowane okna na górnym piętrze przy rue Saint-Pierre, przedsionek wejściowy i drzwi ze usztywnionym nadprożem z wytłoczonym tarczą, półkoliste łuki z podwójnymi archiwoltami opadającymi na wspólny oścież u wylotu dziedzińca. Na brukowanym dziedzińcu znajduje się również kilka elementów architektonicznych z tego okresu: formowane ramy okienne na pryzmatycznych podstawach drewnianych, szachulcowa galeria na kolumnadzie przy ścianie południowej, wieże strażnicze, kręte schody do połowy na zewnątrz. Po nobilitacji Jacques'a Girarda herb Girard de Vaugirard został namalowany w kartuszu rzeźbionym z wyciętymi wzorami skórzanymi (herb widoczny jeszcze na początku XX w.). Plan Montbrison z 1780 r., poprawiony w 1798 r., nadal wskazuje przy rue de la Barrière 12 (obecnie rue Saint-Pierre 7) istnienie dwóch domów (pałace Girard i Tournon) na „2 piętrach”, które należą do madame de Périchon. Jednak w 1809 r. w księdze wieczystej widnieje tylko jeden dom, będący własnością rodziny Despérichons. Budynki zostały przebudowane pod koniec XVIII i w XIX wieku, tworząc jeden. Zmodernizowano i ujednolicono elewacje od strony ulic: usunięto słupy i rygle okienn, elewacje otynkowano. Na dziedzińcu galeria przy kolumnadzie, łącząca główny budynek przy rue Saint-Pierre z budynkiem przy rue des Clercs, jest zasłonięta ceglanym murem. Wewnątrz samej galerii zbudowano kręte schody z otworami, zamurowano także półkoliste łuki ściany wschodniej i zachodniej. Na początku XX wieku główne budynki zostały przekształcone w apartamentowce.

## Opis
Budynek dwupiętrowy. W wyniku przebudowania pod koniec XVI wieku dwóch starszych budynków mieszkalnych, pałac zachował wiele elementów średniowiecznych i renesansowych. Przebudowywano go również pod koniec XVIII i w XIX w. Na początku XX w. przekształcono go w budynek mieszkalny.
Dawny pałac Girard, położony jest na pochyłej działce. Składa się z dwóch budynków, jednego zlokalizowanego przy rue Saint-Pierre (A), drugiego przy rue des Clercs (B), oba połączone galerią zlokalizowaną na południowej ścianie wewnętrznego dziedzińca. Budynki z cegły są otynkowane. Dachy o długich bokach, pokryte są dachówkami. W elewacjach ulicznych ościeża otworów wykonane są z kamienia, a na dziedzińcu – z drewna. Budynek A posiada półokrągłą piwnicę sklepioną kolebkowo, parter i dodatkowe poddasze, natomiast w budynku (B) częściowo podpiwniczonym, parter, piętro i poddasze. Zniekształcone licznymi przeróbkami elewacje ulic Saint-Pierre i des Clercs nie przedstawiają już dwóch odrębnych budynków. Galerię na dziedzińcu przesłoniła ściana działowa z drewna i cegły o konstrukcji szachulcowej; część przestrzeni wewnętrznej zajmują kręte schody. Wreszcie, do zachodniej ściany dziedzińca, do kręconej klatki schodowej z wielobocznym czterospadowym i ciętymi kamiennymi stopniami przylega wieżyczka strażnicza z okrągłym czterospadowym dachem.